# Frate Ave Maria
Frate Ave Maria, al secolo Cesare Pisano  (Ortovero, 24 febbraio 1900 – Voghera, 21 gennaio 1964), è stato un religioso ed eremita orionino italiano.
È stato proclamato venerabile da papa Giovanni Paolo II nel 1997.

## Biografia

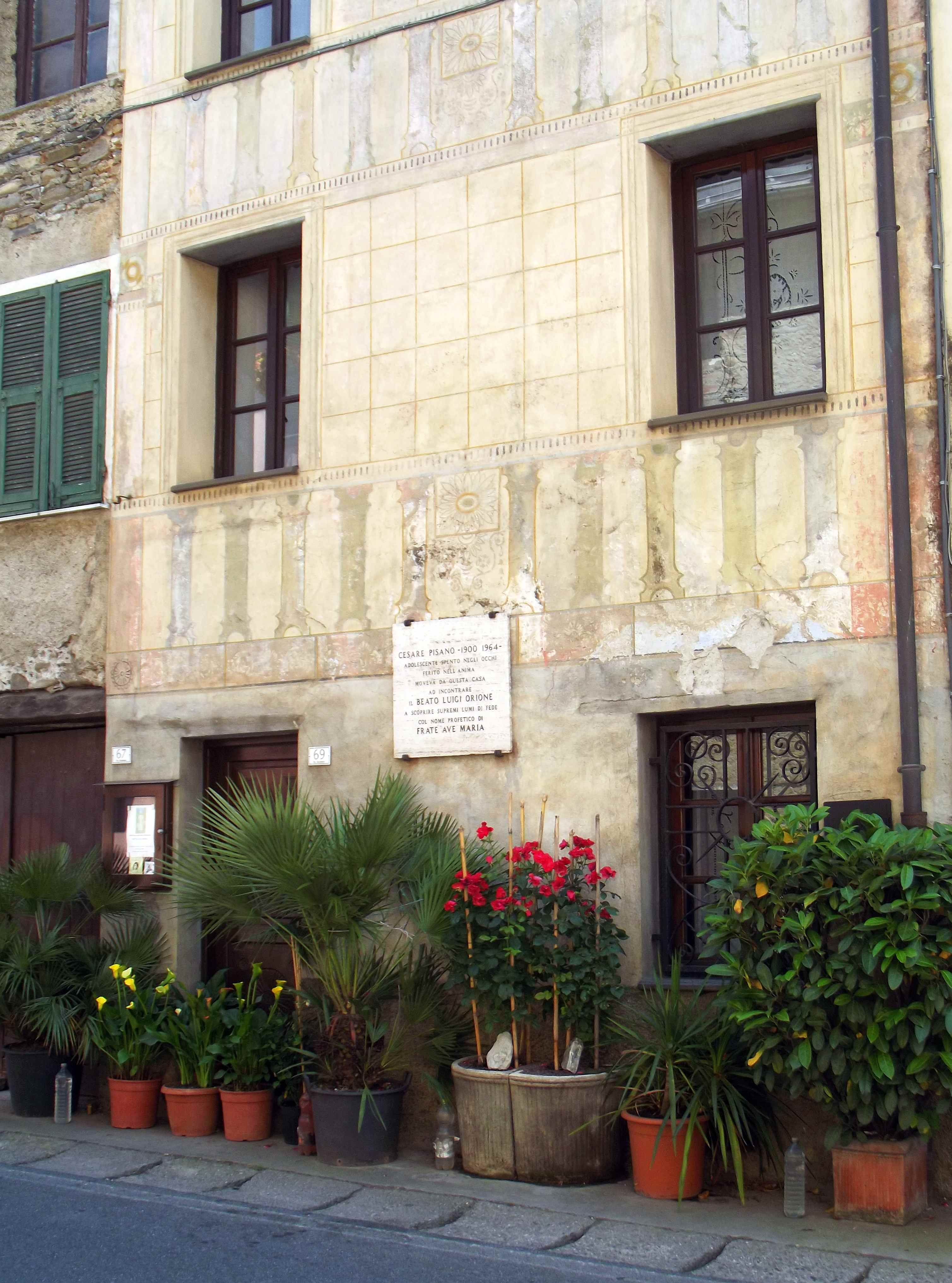
La casa natale di Pogli (Ortovero), ora di proprietà dell'ordine di Don Orione

Nacque a Pogli, frazione di Ortovero, piccolo paese in provincia di Savona, primo di cinque figli, quattro maschi e una femmina; il padre Cesare faceva il panettiere, la madre Serafina si trovò a dover sostenere da sola la conduzione della famiglia quando il marito fu per molto tempo lontano dal paese, essendo emigrato in Sudamerica.

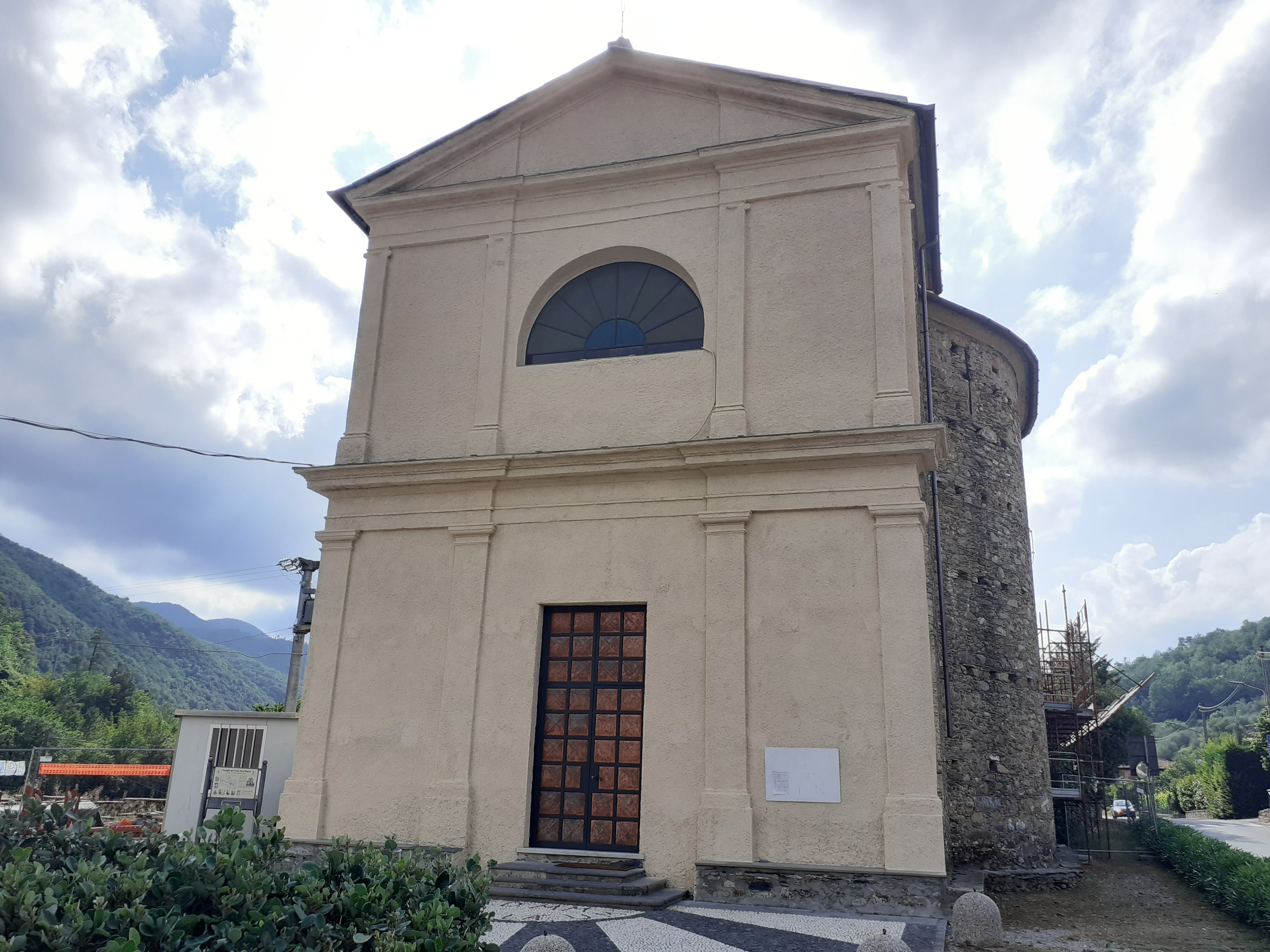
Chiesa parrocchiale di Santo Stefano a Pogli. Sul piazzale antistante esiste il museo dedicato a Frate Ave Maria

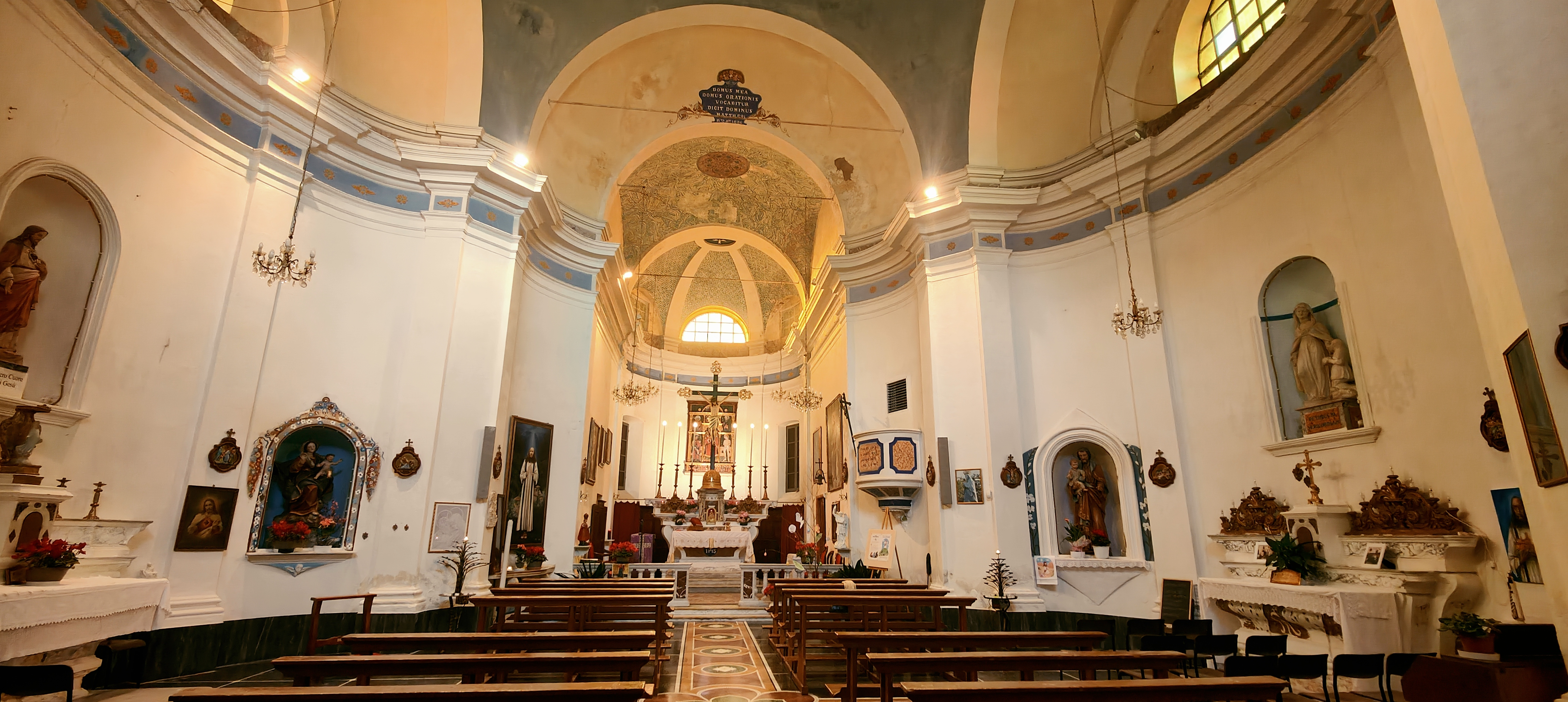
L'interno della chiesa di Santo Stefano a Pogli

Battezzato da Don Giovanni Favara il 3 marzo 1900, a nove anni fece la prima comunione e poco tempo dopo la Cresima. Fino a dodici anni la sua vita era uguale a quella di tanti suoi coetanei. 

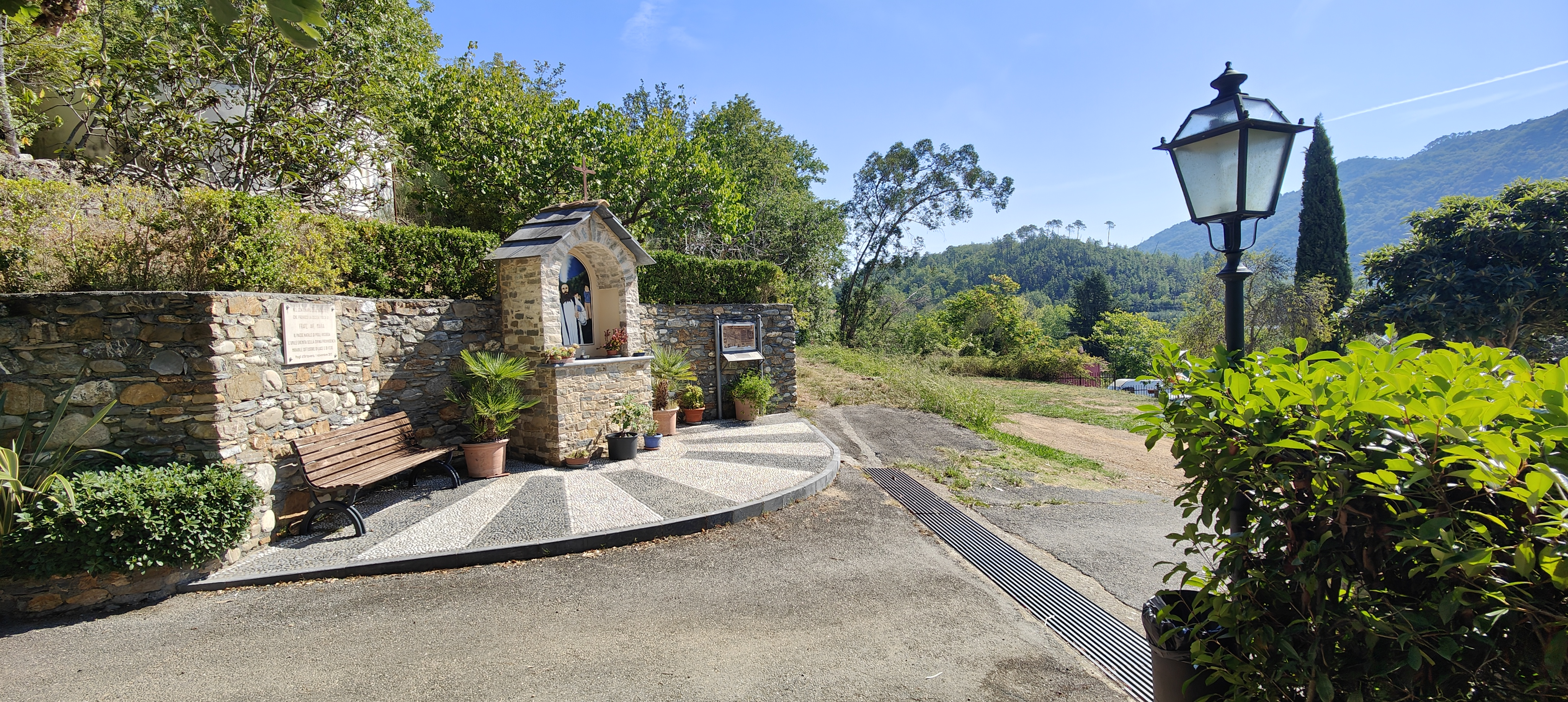
Pogli, località Marta, nel 1912 vi era ubicata una stalla.
In questo punto Cesare Pisano futuro frate Ave Maria trovò un fucile incustodito e creduto scarico usato poi per gioco da Bartolomeo Vignola

Il 1º novembre 1912 un compagno di giochi (Bartolomeo Vignola, detto "Tumelin") lo ferì al volto con un colpo di fucile (trovato già verso l'ingresso sotto le foglie e la paglia e creduto scarico da usare per giocare alla guerra) in località  Marta di Pogli, dove esisteva all'epoca una casetta adibita a stalla, rendendolo irreparabilmente cieco. L'8 maggio 1913 fu accolto nell'Istituto per ciechi David Chiossone di Genova, dove rimase fino al 1920: furono anni di crisi e di buio spirituale. 
Dopo aver percorso un cammino di conversione, aiutato e assistito da suor Maria Teresa Chiapponi (1884-1971), una religiosa e infermiera delle Figlie della Carità presso l'Istituto genovese per ciechi, che contattò nel 1921 don Orione per ottenere un concreto aiuto, fu accolto
fra gli "Eremiti della Divina Provvidenza".  Due anni dopo la formazione fu inviato all'Eremo di Sant'Alberto di Butrio, dove crebbe in fama di santità. Il suo ingresso in quel luogo fu esattamente il 13 maggio 1923: è il giorno e il mese della 1ª apparizione della Madonna di Fátima, per tale motivo, su suggerimento di Don Orione, gli fu assegnato il nome religioso come consacrato di Frate Ave Maria che il giovane Cesare Pisano accolse molto volentieri.
In seguito sarà lo stesso don Orione a dire di lui: "Cosa sono io di fronte a questa persona?". Tanta gente accorreva a lui per vederlo e per udirlo. Vollero incontrarlo anche personaggi come Tommaso Gallarati Scotti, Nino Salvaneschi, don Brizio Casciola, Riccardo Bacchelli e don Zeno Saltini. 
Fu citato, insieme a Don Orione, in una trasmissione del celebre predicatore televisivo e cappuccino Padre Mariano, (famoso per la sua frase "Pace e bene a tutti!") durante la trasmissione "la posta di Padre Mariano" nella puntata del 30 maggio 1967.
Nel 1963 ricevette la visita di Pier Paolo Pasolini  che esclamò al termine del dialogo: "Che luogo! Che uomo! Che colloquio straordinario!”. Alcune fonti gli attribuiscono una sorta di consulenza fornita al regista nel delineare la figura del proprio Cristo cinematografico. 
Fatta eccezione di due periodi trascorsi all’Eremo del Monte Soratte, presso Roma (1952-1954) e all’Eremo di San Corrado di Noto in Sicilia (1954-1957), visse stabilmente nell'eremo pavese dal 1923 al 1964.
Tornò  nel suo paese ligure in due brevi viaggi, (due, tre giorni appena), il primo nell'agosto del 1954 per avere il commovente incontro con Bartolomeo Vignola (il suo sparatore) che fu totalmente perdonato e che lo accompagnò sul luogo del tragico fatto dove oggi sorge il pilone commemorativo; il secondo e ultimo nel 1959 per incontrare sua madre.
Frate Ave Maria conduceva una vita di preghiera e penitenza, e alcuni testimoni parlano anche di episodi di estasi, levitazione e preveggenza. È considerato un testimone di quella che viene definita la familiarità soprannaturale di don Orione, cioè il leggere "gli eventi con l'occhio della fede, scorgendovi il dito divino che agisce qui e ora". 
Nel 1924 era stato colpito dalla tisi: il medico gli diede pochi giorni di vita, ma Frate Ave Maria sopravvisse anche se non guarì mai.. Morì all'ospedale di Voghera il 21 gennaio 1964. La sua salma riposa in una piccola cripta dell'eremo ed è meta di pellegrinaggio.

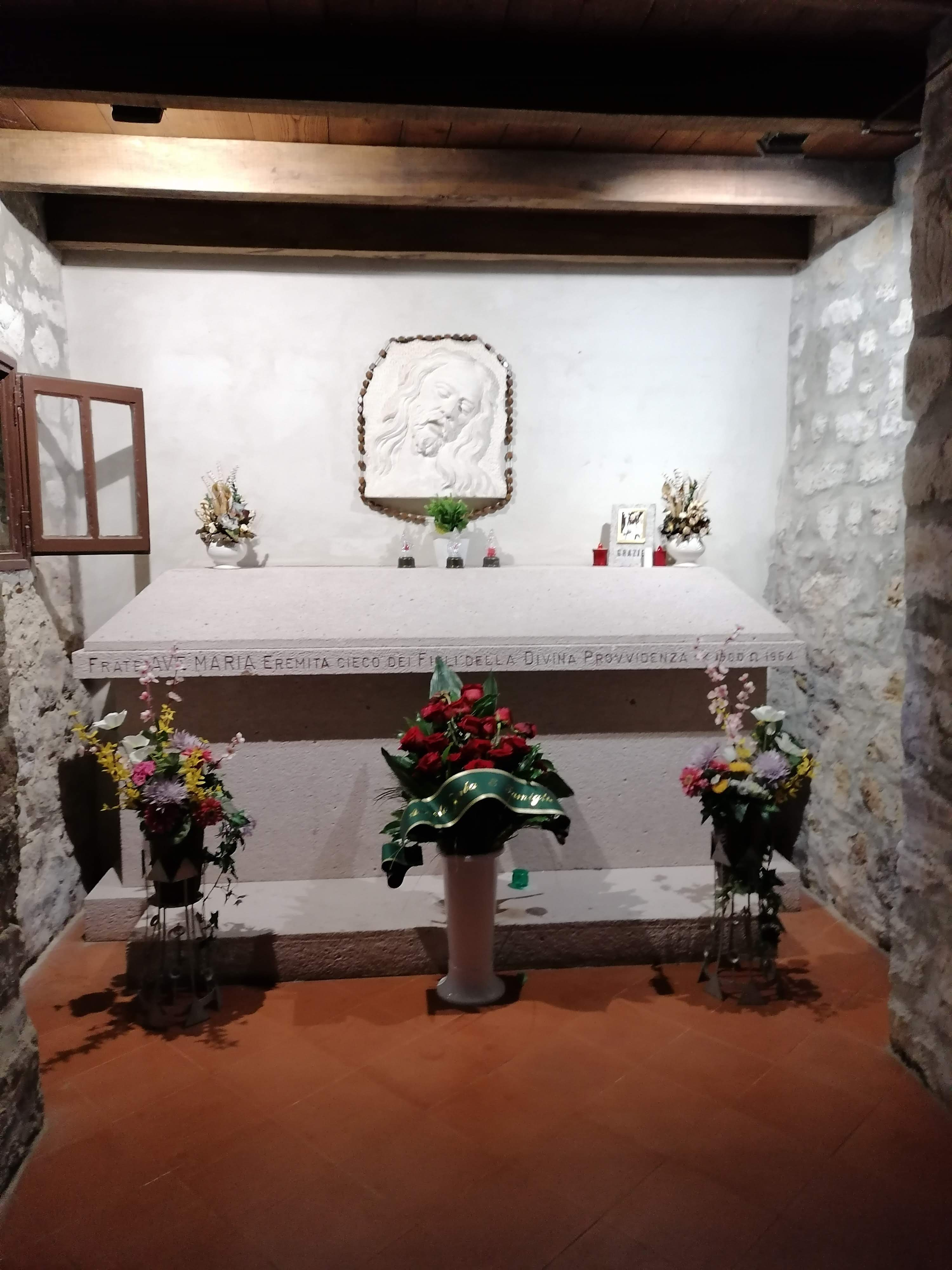
La tomba di Frate Ave Maria nell'Eremo di Sant'Alberto di Butrio a Ponte Nizza

Nel 1982 fu introdotto il processo di beatificazione e il 18 dicembre 1997 papa Giovanni Paolo II lo ha dichiarato venerabile, nella stessa cerimonia dedicata a Padre Pio.
Ogni settembre gli abitanti di Pogli, Ortovero e paesi confinanti si recano in pellegrinaggio, presso la tomba del venerabile frate, all’Eremo di Sant'Alberto di Butrio, nel comune pavese di Ponte Nizza, distante 186 km. dal suo paese natío.

## Intitolazioni
- Nel 2014 a Voghera gli è stato intitolato un vicolo.[34]

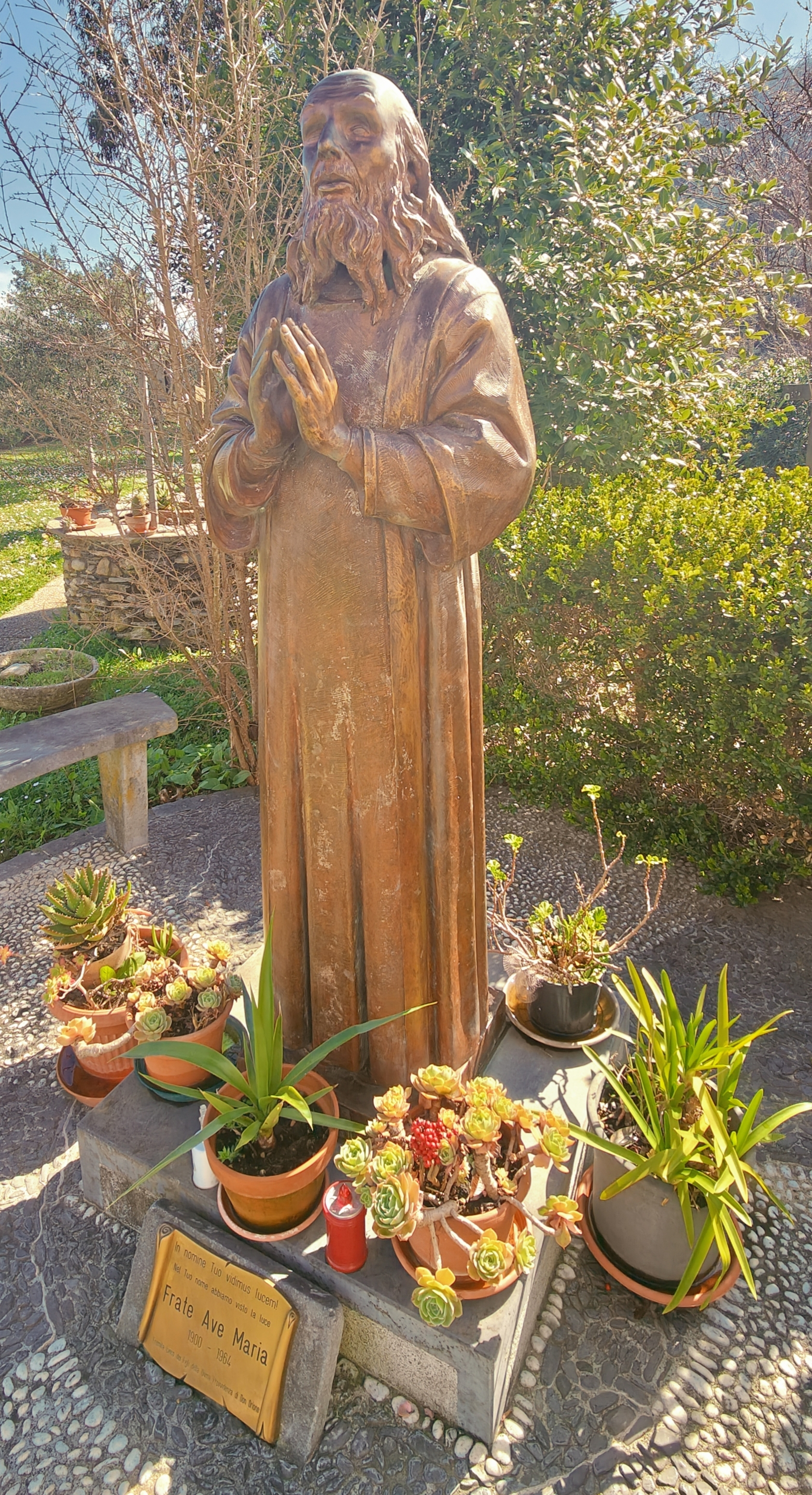
Statua di Cesare Pisano del 2002 nell'area verde con la via crucis del museo di Pogli, davanti la chiesa

- Il comune di Ortovero ha allestito un percorso devozionale autoguidato denominato "I luoghi di Frate Ave Maria".[35]

## Filmografia
- Frate Ave Maria, la strana storia del veggente cieco (Indagine ai confini del Sacro, programma di David Murgia), TV2000, documentario, 2020.[36]